# Gian Galeazzo Sanvitale
Gian Galeazzo Sanvitale, noto anche come Galeazzo I Sanvitale (Fontanellato, 1496 – Parma, 2 dicembre 1550), è stato un nobile e condottiero italiano, appartenente alla famiglia Sanvitale.

## Biografia

Stemma Sanvitale

Nacque dal conte Jacopo Antonio e da Veronica da Correggio pochi mesi dopo la battaglia di Fornovo, nella quale il fratello maggiore Gian Francesco aveva combattuto nelle file francesi di Carlo VIII. Alla morte del padre nel 1511 ereditò assieme al fratello i feudi di Fontanellato, Noceto, Belforte e Pietramogolana. L'anno seguente morì anche sua madre Veronica e Gian Galeazzo venne affidato alla tutela prima del fratello Gian Francesco e poi di Galeotto Lupi, marito di Lodovica Sanvitale.
Rimase sempre fedele alla scelta di campo fatta dal fratello durante le guerre d’Italia. Dopo la battaglia di Ravenna i francesi, pur vittoriosi, furono costretti per le gravi perdite ad abbandonare l'Emilia e la Lombardia, mettendo in difficoltà i loro sostenitori. Parma venne occupata dalle truppe pontificie e Gian Francesco Sanvitale, che probabilmente si allontanò da Fontanellato, incaricò il fratello di giurare fedeltà a papa Giulio II, nuovo signore di Fontanellato. Per sottolineare la distinzione tra i due fratelli, nel dicembre dello stesso anno la proprietà della Rocca di Fontanellato venne divisa.
Nel 1513, alla morte di Galeotto Lupi, ne ereditò tutti i beni e nel 1516 sposò Paola Gonzaga, figlia di Ludovico Gonzaga, marchese di Sabbioneta. Da quell'anno la Rocca di Fontanellato diventò il centro di un'intensa attività culturale di cui furono protagonisti, oltre che il Sanvitale e la moglie, il fratello Gian Lodovico, che studiava a Pavia, e soprattutto Girolamo Sanvitale, conte di Sala Baganza. In questa, tra gli artisti, filosofi, poeti che parteciparono al fervore culturale della corte, operò un filosofo calabrese di chiara fama, Tiberio Rosselli, autore dell'"Apologeticus adversos cucullatos", stampato nel 1519 proprio grazie a Girolamo Sanvitale.
Nel 1522 Gian Galeazzo fu nominato colonnello del re di Francia e aiutò il cugino Gerolamo nella lotta contro i Rossi per il controllo di Parma. Nel 1525, dopo la sconfitta subita dai francesi nella battaglia di Pavia, i Sanvitale furono oggetto di duri attacchi da parte del comune di Parma, ma la loro fedeltà alla causa di Francesco I era tale che fece acquisire a Gian Galeazzo la nomina a Cavaliere dell'Ordine di San Michele e la cittadinanza francese.
Nel 1526 il marchese Scipione dalla Rosa, probabilmente per conto del comune, gli vendette il casino di Codiponte a Parma, identificato nel palazzetto Eucherio Sanvitale nel Giardino Ducale. Nel 1536, insieme a Gerolamo Sanvitale, venne considerato ribelle al potere pontificio e inquisito. Nel 1539-40, con la collaborazione dei Pico e la complicità dei francesi, tentò un colpo di mano contro Cremona, che venne però scoperto e sventato dagli imperiali.
Quando Pier Luigi Farnese diventò nel 1545 signore di Parma ne condivise la posizione filofrancese, e dopo la sua uccisione a Piacenza fortificò Fontanellato e resistette alle truppe di Ferrante Gonzaga, governatore di Milano, rifiutando di giurare fedeltà all'imperatore Carlo V.
Morì all'inizio della guerra di Parma nella casa di Antonio Bernieri, nella vicinia di San Marcellino nei pressi della Cittadella.

## Discendenza
Dalla moglie Paola Gonzaga ebbe sei figli maschi e tre femmine:
- Eucherio (1523-1570), vescovo, cameriere segreto e coppiere di Paolo III, ed ambasciatore alla corte di Francia;
- Giacomo Antonio (1527-1563), cavallerizzo maggiore e scudiere del Re di Francia contro Carlo V d'Asburgo; sposò Emilia Pallavicino dei Marchesi di Zibello-Sogliano;
- Roberto (?-1577), maggiordomo di Margherita d'Austria, sposò Antonia Gonzaga;
- Pirro, frate Cappuccino, priore di Fontanellato;
- Luigi, al servizio della Francia e sposò Corona Cavazzi;
- Federico (?-1553), paggio del re di Francia;
- Filotea, monaca;
- Pericaria, monaca;
- Clizia, monaca.